# Hiroshi Matsuda
Hiroshi Matsuda (Nagasaki, 2 september 1960) is een Japanse coach en voormalig voetballer.

## Clubcarrière
Hiroshi Matsuda speelde tussen 1984 en 1996 voor Sanfrecce Hiroshima en Vissel Kobe. Vanaf 2002 tot op heden is hij coach geweest bij Vissel Kobe, Avispa Fukuoka, Vissel Kobe en Tochigi SC